# كيفن جوردن
كيفن جوردن (بالإنجليزية: Kevin Jordan)‏ هو لاعب كرة قاعدة أمريكي، ولد في 9 أكتوبر 1969 في سان فرانسيسكو في الولايات المتحدة.

## وصلات خارجية
- كيفن جوردن على موقعبيزبول رفرنس.كوم (الدوري الرئيسي) (الإنجليزية)
- كيفن جوردن على موقعبيزبول رفرنس.كوم (الدوري الثانوي) (الإنجليزية)